# Landtagswahl in Schleswig-Holstein 1962
- SPD: 29
- SSW: 1
- FDP: 5
- CDU: 34

Die Landtagswahl in Schleswig-Holstein 1962 fand am 23. September 1962 statt. Es wurden die Abgeordneten für die 5. Wahlperiode des Landtages von Schleswig-Holstein gewählt. 
Die Gesamtdeutsche Partei (GDP) schied aus dem Landtag aus. Die regierende CDU/FDP-Koalition konnte ihre Mehrheit ausbauen, dennoch kam es nicht sofort zu einer Fortsetzung. Die FDP erwog, mit der SPD eine Koalition zu bilden, diese wäre auf die Unterstützung des einzigen SSW-Abgeordneten angewiesen gewesen. Der SSW lehnte es jedoch aus prinzipiellen Gründen ab, eine solche Regierung zu unterstützen. Daher blieb das von Ministerpräsident Kai-Uwe von Hassel geleitete Kabinett vorläufig im Amt. Nachdem die FDP am 21. Oktober 1962 vorübergehend aus der Landesregierung ausgeschieden und von Hassel Bundesverteidigungsminister geworden war, wurde am 7. Januar 1963 Helmut Lemke (CDU) zum Ministerpräsidenten gewählt, der wieder ein CDU/FDP-Kabinett bildete.
Am 27. Dezember 1961 wurde eine Verlängerung der Wahlperiode um ein halbes Jahr in die Landesverfassung eingefügt, so dass die Wahlperiode vom 29. Oktober 1962 bis zum 28. April 1967 dauerte.
- Wahlberechtigte: 1.653.858
- Wähler: 1.160.115 (Wahlbeteiligung: 70,15 %)
- gültige Stimmen: 1.145.996

| Partei | Stimmen   | Anteil in % | Direkt- man- date | Sitze |
| ------ | --------- | ----------- | ----------------- | ----- |
| CDU    | 516.073   | 45,03       | 29                | 34    |
| SPD    | 449.470   | 39,22       | 13                | 29    |
| FDP    | 90.310    | 7,88        |                   | 5     |
| GDP    | 48.459    | 4,23        |                   |       |
| SSW    | 26.883    | 2,35        |                   | 1     |
| DFU    | 13.758    | 1,20        |                   |       |
| DG     | 1.043     | 0,09        |                   |       |
| Total  | 1.145.996 |             | 42                | 69    |

## Quelle
- Claus A. Fischer (Hrsg.): Wahlhandbuch für die Bundesrepublik Deutschland. Daten zu Bundestags-, Landtags- und Europawahlen in der Bundesrepublik Deutschland, in den Ländern und in den Kreisen 1946–1989. 2. Halbband.